# Пірвелі Онтофо
Пірвелі Онтофо (груз. პირველი ონტოფო) — село в Грузії.
За даними перепису населення 2002 року в селі проживає 314 осіб.